# Salix rizeensis
Salix rizeensis är en videväxtart som beskrevs av Güner och Zielinski. Salix rizeensis ingår i släktet viden, och familjen videväxter. Inga underarter finns listade i Catalogue of Life.